# Sfinks
En sfinks var et fabeldyr i egyptisk og græsk mytologi.
I Egypten fremstilledes sfinksen med løvekrop og menneskehoved, der blev opstillet som vogter af templer og pyramider, som eksempelvis Sfinksen i Giza.
I den græske mytologi var sfinxen et væsen med kvindehoved og -bryster, løvekrop og ørnevinger, som blev sendt for at straffe befolkningen i Theben, som havde mishaget guderne. Hun åd alle, som ikke kunne løse denne gåde: "Hvad har én stemme, fire fødder, siden to fødder, til sidst tre fødder og er stærkest på færrest fødder?" Ødipus svarede: "Mennesket, da mennesket kravler på alle fire fra fødsel, går på to ben midtvejs i livet og tre ben ved livets ende (stok = tredje ben)." Da Sfinksen hørte, at han havde løst gåden, kastede hun sig i døden. 
Sfinksen har givet navn til det danske antiktidsskrift Sfinx.
- Wikimedia Commons har flere filer relateret til Sfinks

| Mytologi | Spire Denne artikel om mytologi er en spire som bør udbygges. Du er velkommen til at hjælpe Wikipedia ved at udvide den. |